# (37298) 2001 BU80
2001 BU80 (asteroide 37298) é um asteroide troiano de Júpiter. Possui uma excentricidade de 0.01329460 e uma inclinação de 13.73261º.
Este asteroide foi descoberto no dia 19 de janeiro de 2001 por LINEAR em Socorro.